# Helles
Munich Helles ou Helles é um estilo de cerveja tradicional de Munique, Alemanha. Tem uma cor amarela médio até ouro claro, límpida. Com sabores de cereais e do malte Pilsen predominantes, com amargor baixo a médio-baixo .
São exemplos desse estilo de cerveja Weihenstephaner Original, Hacker-Pschorr Münchner Gold, Bürgerbräu Wolznacher Hell Naturtrüb, Mahr’s 6 Hell, Paulaner Premium Lager, Spaten Premium Lager e Stoudt’s Gold Lager.
A Helles foi criada em Munique em 1895 na cervejaria Spaten por Gabriel Sedlmayr para competir com as cervejas estilo Pilsner. Diferente de uma Pilsner, mas parecida com sua correlata Munich Dunkel, a Helles é uma cerveja com bastante presença de malte, mas que não é doce demais.

## Polêmica sobre o registro de Helles como marca no Brasil
Em 14 de novembro de 2004, a cervejaria Fassbier, de Caxias do Sul, solicitou ao INPI (Instituto Nacional da Propriedade Industrial) o registro do nome Helles. Em 14 de agosto 2007, o registro do nome foi concedido por 10 anos a empresa, assim tornado o nome Helles marca exclusiva da Fassbier. Em 2017 o registro do nome foi renovado por mais 10 anos.
Motivada pelo aumento da concorrência local e com o surgimento de produtos com características similares aos seus, em abril de 2019 a Cervejaria Fassbier decidiu notificar extrajudicialmente as cervejarias do Rio Grande do Sul que produziam o estilo Helles solicitando o desuso do nome em seus rótulos.
Representadas pela Associação Gaúcha de Microcervejarias (AGM) e pela Associação de Produtores de Cervejas da Serra (Aprocerva), as empresas notificadas recorreram ao INPI buscando maiores esclarecimentos sobre a situação. Baseado no art. 124 da Lei de Propriedade Industrial o INPI destacou que a expressão Helles poderia ser utilizada livremente quando designasse um estilo, porém o instituto advertiu que não poderia cancelar o registro feito pela Fassbier, pois não houve interposição de qualquer nulidade dentro do prazo de cinco anos como requer a legislação.
Em junho de 2019, a Fassbier ajuizou uma ação judicial contra a Cervejaria Abadessa, de Pareci Novo, uma de suas principais concorrentes, onde obteve liminar favorável em primeira instância, essa que obrigou a concorrente a paralisar o comércio do seu produto com a marca Helles, sob pena de multa diária por descumprimento. A Cervejaria Abadessa, em cumprimento a decisão judicial cobriu a palavra Helles em seus rótulos com adesivos apresentando a advertência "censurado" até o dia 5 de dezembro de 2019, data em que a liminar foi derrubada em segunda instância por 4 votos favoráveis a 1 contra na 6ª Câmara Cível do Tribunal de Justiça do Rio Grande do Sul.
Ainda em 2019, a Cervejaria Fassbier chegou a solicitar ao INPI o pedido de nulidade sob a utilização dos nomes “Cidade Imperial Petrópolis Helles” da Cervejaria Cidade Imperial e “Raimundos Helles” da Cervejaria Bamberg, ambas que haviam registro misto e nominativo pelo instituto. No dia 7 de julho de 2020, teve seu pedido indeferido referente ao desuso do nome “Raimundos Helles”.
Em sua defesa o proprietário da Fassbier apontou que o Beer Judge Certification Program, conhecido como o guia oficial da cerveja, estabelecia que o estilo da cerveja em debate é chamado de Munich, tendo variação nominal de Munich Helles, para as claras, ou Munich Dunkel, para as escuras. Assim, ele objetivou que o nome do seu produto não era um estilo e sim uma marca exclusiva.
Além de Helles, outros nomes populares como IPA Hop, Pilsen Light, Double Bock, Russian Imperial Stout e Vanilla Stout também tiveram registros concedidos a outras empresas, assim como o nome Weiss que está registrado desde 1984 pela Cervejaria Kaiser.

## Ver Também
- Cerveja na Alemanha

- Munich Dunkel
- Munich Helles